# Progressive folk
Il progressive folk, abbreviato spesso in  prog folk e talvolta riportato con il corrispettivo italiano folk progressivo, è un termine che nasce inizialmente per indicare un genere musicale nato dalla musica popolare statunitense che aveva come obiettivo il sostenere un programma politico "progressista", da cui deriva il termine. Successivamente tale denominazione indica un sottogenere del folk nato nei primi anni settanta nel Regno Unito, che affianca al folk le sperimentazioni del rock psichedelico e la ricercatezza del rock progressivo, al quale dà un notevole contributo.

## Storia

### Origine del termine
L'originale significato deriva dalla politica, in quanto definiva un genere musicale americano degli anni '30, sviluppato soprattutto dal musicologo Charles Seeger, che riprendeva le tradizioni popolari con testi politicamente impegnati, vicini alla corrente progressista.
Figure chiave del genere sono Pete Seeger, Woody Guthrie e dopo di loro, negli anni sessanta, figure come Bob Dylan e Joan Baez, che mischiano la politica con il folk.
Fondamentale per lo sviluppo del progressive folk furono l'emergere della controcultura americana dalla scena underground inglese della metà degli anni sessanta.
Il termine "progressive" cominciò ad essere usato dalle stazioni radio per descrivere in particolare la musica psichedelica, e di conseguenza il pop, il rock ed il folk che da essa furono generati.
Questo genere musicale si diffonde sul finire degli anni sessanta in Gran Bretagna, con l'affermarsi di band come i Jethro Tull.

### Folk psichedelico
Il folk psichedelico è un'importante corrente sviluppatasi all'interno prog folk. Il primo uso musicale del termine "psichedelico" è ritenuto essere dovuto al gruppo di New York The Holy Modal Rounders a proposito della loro versione di Hesitation Blues di Ledbelly. 
La musica psichedelica si diffuse velocemente su entrambe le coste americane.
A San Francisco compaiono band come Kaleidoscope, It's a Beautiful Day e Peanut Butter Conspiracy, mentre da Greenwich Village arrivano i Jake and the Family Jewels e Cat Mother & the All Night Newsboys. A Chicago vi sono infine i H. P. Lovecraft. Molti di questi gruppi seguirono le orme dei Byrds abbracciando il folk rock.
Dalla metà degli anni sessanta, grazie in particolare alla British invasion, questa corrente si sviluppa parallelamente sia in America che nel Regno Unito come parte integrante della scena rock e folk, influenzando artisti come lo scozzese Donovan o la Incredible String Band. Si registra un breve fiorire di progressive folk di stampo inglese e irlandese, che a partire dalla fine degli anni sessanta ai primi anni del decennio successivo vede come protagonisti Third Ear Band e Quintessence, seguiti da Comus, Dando Shaft, The Trees, Spirogyra, i Principal Edwards Magic Theatre, Forest, and Jan Dukes De Grey.

### Folk barocco
A partire dagli anni cinquanta la scena britannica è affollata da numerosi folk club, spesso situati nei centri urbani. Nei primi anni del decennio successivo la gran parte della musica suonata in tali locali è composta da canti tradizionali americani ed il progressive folk è messo in secondo piano dalla musica popolare che dominava i "policy clubs".
Gli unici posti in cui il genere si sviluppa sono locali underground, primo fra tutti l'UFO Club, e gli artisti che vi si esibiscono riempiono la spazio delimitato dal prog e dal folk. Tra i maggiori vi sono Davy Graham, Martin Carthy, Bert Jansch e John Renbourn, che fondono vari stili della musica americana con il folk inglese introducendo una particolare forma di fingerstyle per suonare la chitarra che caratterizza quello che diventerà noto come "folk barocco". Usando elementi di musica medievale, jazz e blues, questi artisti esplorano nuove frontiere del folk che precorrono il progressive rock successivo.
La piena affermazione del prog folk si verifica tuttavia nei primi anni settanta, quando il prog rock è in pieno sviluppo, in cui si affermano artisti come Nick Drake, Tim Buckley e John Martyn.

### Country folk
Il country folk emerge come una miscela di progressive folk e country viene introdotta per la prima volta da Bob Dylan con la registrazione di Blonde on Blonde del 1966. Si sviluppa come una forma di country più ricercata ed elaborata che continua la tradizione del folk impegnato politicamente, e che vede tra i maggiori esponenti John Denver e Emmylou Harris.

### Il declino
Nei primi degli anni '70 la psichedelia comincia il suo declino: molti dei gruppi che non avevano cambiato direzione musicale si sciolgono sebbene artisti come Dylan and Baez mantengano il loro successo. La scena folk si frammenta in piccole scene locali e le caratteristiche del progressive folk vengono inglobate nel "contemporary folk", che si sviluppa nel circuito delle coffee-house e che vanta artisti come Chris Castle, Steve Goodman, and John Prine.
Molti gruppi, inoltre, si dotano di chitarre elettriche (si vedano i T. Rex) ed il progressive folk finisce per dare un notevole impatto sullo sviluppo del rock tradizionale.
Altre band, probabilmente influenzate dai pionieri del folk elettrico Fairport Convention, si muovono verso materiale più tradizionale: fra di esse vi sono  Dando Shaft, Amazing Blondel, e Jack the Lad, gruppo formato da tre membri dei Lindisfarne. Tra le band che rimangono sul confine tra progressive folk and progressive rock vi sono i Comus e, successivamente, i Renaissance, che combinano folk ed elementi classici.